# Neurolyga verna
Neurolyga verna är en tvåvingeart som först beskrevs av Boris Mamaev 1963.  Neurolyga verna ingår i släktet Neurolyga och familjen gallmyggor. Arten har ej påträffats i Sverige. Inga underarter finns listade i Catalogue of Life.